# Salaberry-de-Valleyfield
Salaberry-de-Valleyfield ist eine Stadt im Südwesten der kanadischen Provinz Québec. Sie liegt in der Verwaltungsregion Montérégie, rund 60 km südwestlich von Montreal, 35 km nördlich der Grenze zu den USA und 20 km östlich der Grenze zur Provinz Ontario. Salaberry-de-Valleyfield ist Verwaltungssitz der regionalen Grafschaftsgemeinde (municipalité régionale du comté) Beauharnois-Salaberry, hat eine Fläche von 107,10 km² und zählt 40.745 Einwohner (Stand: 2016). Die heutige Stadt entstand 2002 durch die Fusion von drei Gemeinden.

## Geographie
Salaberry-de-Valleyfield liegt am Südufer des Sankt-Lorenz-Stroms, zwischen dem Lac Saint-Louis und dem Lac Saint-François. Rund ein Viertel des Stadtgebiets liegt auf der Île de Salaberry (auch Grande Île genannt). Diese neun Kilometer lange Insel befindet sich zwischen dem teilweise kanalisierten Flussarm Rivière Saint-Charles im Süden, der Baie Saint-François im Westen und den Stromschnellen von Les Cèdres im Norden. Weitere zum Stadtgebiet gehörende Inseln sind Île Dondaine, Île des Chats, Île Papineau und Île Brisebois. An der Mündung des Rivière Saint-Charles liegt die Siedlung Saint-Timothée. Die südliche Stadtgrenze bildet der 1932 eröffnete Canal de Beauharnois, ein rund 1 km breiter Zulaufkanal zum Wasserkraftwerk Beauharnois und Bestandteil des Sankt-Lorenz-Seewegs. Seither bildet auch der zuvor festländische Teil der Stadt eine Insel, sie trägt jedoch keinen Namen.
Nachbargemeinden sind Les Cèdres im Norden, Pointe-des-Cascades im Nordwesten, Beauharnois im Osten, Saint-Louis-de-Gonzague im Süden und Saint-Stanislas-de-Kostka im Südwesten.

## Geschichte
Der französische König Louis XIV. übertrug im Jahr 1673 die Seigneurie Châteauguay an Charles LeMoyne. 1729 wurde von dieser die neue Seigneurie Beauharnois abgetrennt. Die dicht bewaldete Gegend war zu diesem Zeitpunkt noch kaum erforscht und galt allgemein als nicht kolonisierbar. Erst 1795 setzte die planmäßige Besiedlung ein, als der Händler Alexander Ellice die Seigneurie erwarb. Zur Umgehung der Stromschnellen von Les Cèdres entstand ab 1842 der alte Canal de Beauharnois. Dessen Eröffnung im Jahr 1845 hatte einen wirtschaftlichen Aufschwung der Region zur Folge.
Mit der Aufhebung der Grundherrschaft erfolgte 1854 die Gründung der Zivilgemeinde, die zunächst den Namen Pointe-du-Lac trug. Der heutige Name wurde 1874 eingeführt, als die Gemeinde den Stadtstatus erhielt. Er erinnert an Charles-Michel de Salaberry, dem siegreichen Feldherrn in der Schlacht am Châteauguay. Der Zusatz Valleyfield stammt von der gleichnamigen, im Jahr 1854 eröffneten Papierfabrik und erinnert an eine alte Papiermühle im schottischen Penicuik. Der Canal de Beauharnois erwies sich mit der Zeit als unzureichend und wurde 1899 durch den Canal de Soulanges am Nordufer des Sankt-Lorenz-Stroms abgelöst. Doch auch dieser Kanal genügte den Ansprüchen bald nicht mehr und so entstand zwischen 1930 und 1932 der neue Canal de Beauharnois, zusammen mit östlich der Stadtgrenze gelegenen Wasserkraftwerk.
Auf Grande Île begann die Besiedlung im Jahr 1798. Während des Britisch-Amerikanischen Krieges errichteten die Briten 1813 eine Befestigungsanlage, um den Amerikanern den Zugang zum Lac Saint-François und nach Montreal zu blockieren. Während der Rebellionen von 1837 suchten einige Aufständische hier Zuflucht. Ab 1877 verband ein Damm die Insel mit dem Nordufer des Sankt-Lorenz-Stroms. 1932 wurde der nördliche Teil der Insel zu einer von Salaberry-de-Valleyfield eigenständigen Gemeinde.
Die Siedlung Saint-Timothée entstand um 1780. In den Jahren 1831 und 1845 wurden zwei Mühlen errichtet, welche die Wasserkraft der Stromschnellen nutzten. Die Gründung der Gemeinde Saint-Timothée, benannt nach dem Heiligen Timotheus, erfolgte 1855. Den Stadtstatus erhielt sie 1994. Am 24. April 2002 fusionierten Grande-Île und Saint-Timothée mit Salaberry-de-Valleyfield.

## Sehenswürdigkeiten
Wahrzeichen der Stadt ist die Kathedrale Sainte-Cécile. Sie ist seit 1892 Sitz des Bistums Valleyfield und seit 1991 eine Basilica minor. Die alte Kirche wurde 1933 durch einen Brand zerstört und 1934/35 im neogotischen Stil wiedererrichtet. Verschiedene Gebäude aus dem 19. und frühen 20. Jahrhundert stehen unter Denkmalschutz.

## Bevölkerung
Gemäß der Volkszählung 2011 zählte Salaberry-de-Valleyfield 40.077 Einwohner, was einer Bevölkerungsdichte von 374,2 Einw./km² entspricht. 94,9 % der Bevölkerung gaben Französisch als Hauptsprache an, der Anteil des Englischen betrug 2,8 %. Als zweisprachig (Französisch und Englisch) bezeichneten sich 1,2 %, auf andere Sprachen und Mehrfachantworten entfielen 1,1 %. Ausschließlich Französisch sprachen 64,0 %. Im Jahr 2001 waren 93,3 % der Bevölkerung römisch-katholisch, 2,0 % protestantisch und 4,0 % konfessionslos.

## Verkehr und Wirtschaft
Im Nordwesten des Stadtgebiets verläuft die Autoroute 30, eine Autobahn, die den Montrealer Ballungsraum weiträumig umfährt. Von dieser zweigt die kurze Autoroute 530 im Stadtzentrum ab. Eine wichtige Hauptstraßenverbindung ist die Route 132 dem Südufer des Sankt-Lorenz-Stroms entlang. Die Stadt liegt an der Bahnstrecke Ottawa–East Alburgh, die derzeit jedoch nur für den Güterverkehr genutzt wird. Mehrere Buslinien der Gesellschaft CIT du Sud-Ouest verbinden die Stadt mit den umliegenden Gemeinden sowie mit dem Bahnhof in Vaudreuil und mit Montreal.
Salaberry ist ein bedeutendes industrielles Zentrum mit über 100 verschiedenen Unternehmen. Vorherrschend sind die Aluminiumindustrie und die Chemieindustrie. Am Canal de Beauharnois befindet sich ein kleiner Flusshafen, der einzige Kanadas in städtischem Besitz.

## Partnerstadt
Seit 1998 besteht eine Städtepartnerschaft mit Combs-la-Ville in Frankreich.

## Persönlichkeiten
- Jack Laviolette (1879–1960), Eishockeyspieler
- Didier Pitre (1883–1934), Eishockeyspieler
- Paul-Émile Léger (1904–1991), Erzbischof und Kardinal
- Albert Dumouchel (1916–1971), Grafiker, Maler, Fotograf, Musiker und Kunstpädagoge
- Pierre Cossette (1923–2009), Fernseh- und Theaterproduzent
- Guy Bélanger (1928–1975), römisch-katholischer Bischof von Valleyfield
- Mario Faubert (* 1954), Eishockeyspieler und Politiker
- Denis Marleau (* 1954), Theaterschauspieler und -regisseur
- Jean-Luc Brassard (* 1972), Freestyle-Skier und Olympiasieger
- Yves Sarault (* 1972), Eishockeyspieler und -trainer
- Mélodie Daoust (* 1992), Eishockeyspielerin